# حامول بيروي
حامول بيروفي (الاسم العلمي:Cuscuta peruviana) هو نوع من النباتات يتبع جنس الحامول من الفصيلة المحمودية.